# باول غالاشر
باول غالاشر (بالإنجليزية: Paul Gallacher)‏ هو لاعب كرة قدم بريطاني، ولد في 16 أغسطس 1979 في غلاسكو في المملكة المتحدة. شارك مع منتخب اسكتلندا تحت 21 سنة لكرة القدم ومنتخب اسكتلندا لكرة القدم. أما مع النوادي، فقد لعب مع دندي يونايتد ودونفرملين أثلتيك وشيفيلد وينزداي ونادي بارتيك ثيسل ونادي روس كاونتي ونادي سانت ميرين ونادي غيلينغهام ونورويتش سيتي.

## مسيرته الكروية
لعب باول غالاشر خلال مسيرته الاحترافية مع 10 أندية في واحد وعشرون موسمًا ولم يسجل خلالها أي هدف ضمن 384 مباراة. ولم يفز بأي موسم بالكأس أو بالدوري.
خاض باول غالاشر مسيرته مع نادي أردريونيانز في موسم 1999–00 لمدة موسم واحد، مشاركًا في 9 مباريات ولم يسجل أي هدف. ثم انتقل إلى نادي دندي يونايتد في موسم 2000–01 ليلعب معه أربعة مواسم، حيث شارك في 121 مباراة ولم يسجل أي هدف أيضًا. لينتقل بعدها إلى نادي شيفيلد وينزداي في موسم 2004–05 لمدة موسم واحد، مشاركًا في 7 مباريات ولم يسجل أي هدف أيضًا. ثم انتقل إلى نادي نورويتش سيتي في موسم 2005–06 ولمدة موسمين، مشاركًا في 31 مباراة ولم يسجل أي هدف أيضًا. هذا وانتقل لاحقًا إلى نادي دونفرملين أثلتيك في موسم 2007–08 في المرة الأولى ولمدة موسمين ثم في موسم 2011–12 ولمدة موسمين، مشاركًا طوالها في 112 مباراة ولم يسجل أي هدف أيضًا. ثم انتقل بعدها إلى نادي سانت ميرين في موسم 2009–10 ولمدة موسمين، مشاركًا في 63 مباراة ولم يسجل أي هدف أيضًا. ليعود وينتقل من جديد، لكن هذه المرة إلى نادي روس كاونتي في موسم 2012–13 لمدة موسم واحد، مشاركًا في مباراة ولم يسجل أي هدف أيضًا. لينتقل بعدها إلى نادي بارتيك ثيسل في موسم 2013–14 واستمر معه طيلة ثلاثة مواسم، مشاركًا في 37 مباراة ولم يسجل أي هدف أيضًا. ثم لعب في نادي هارت أوف ميدلوثيان في موسم 2016–17 لمدة موسم واحد، لم يشارك في أي مباراة ولم يسجل أي هدف أيضًا.

## وصلات خارجية
- باول غالاشر على موقع الاتحاد الإسكتلندي (الإنجليزية)
- باول غالاشر على موقع قاعدة بيانات كرة القدم.إي يو (الإنجليزية)
- باول غالاشر على موقع ناشيونال فوتبول تيمز (الإنجليزية)
- باول غالاشر على موقع Soccerbase.com (لاعب) (الإنجليزية)
- باول غالاشر على موقع Soccerway.com (الإنجليزية)
- باول غالاشر على موقع عالم كرة القدم.نت (الإنجليزية)